# Arza (apellido)
Arza es un apellido toponímico español, de origen guipuzcoano, estrechamente relacionado con la Casa de Arza, un viejo linaje de la nobleza vascongada que tuvo su casa solariega primitiva en el Caserío de Arza de la Villa de Lazcano (Guipúzcoa). El linaje de los Arza, cuyos orígenes se remontan al siglo XIV, disfrutó de la condición colectiva de la hidalguía universal, privilegio inmemorial que tenían reconocido los descendientes de los viejos solares guipuzcoanos, confirmada por Felipe III en 1608. Numerosos caballeros de la Casa de Arza certificaron su nobleza de sangre o hidalguía ante la justicia, como condición de ingreso en la Real Compañía de Guardias Marinas de la Armada Española y en la Orden de Santiago. 

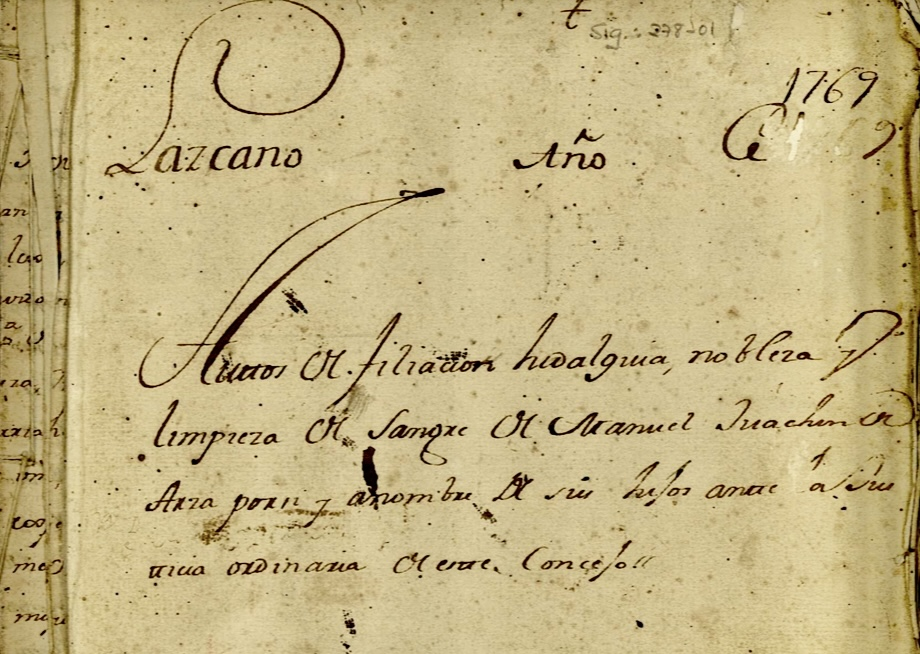
"Autos de filiación, hidalguía, nobleza y limpieza de sangre de Manuel Juachin de Arza, por sí y a nombre de sus hijos, ante la Justicia ordinaria de este Concejo de Lazcano 1769"

## Etimología y origen
El nombre de Arza deriva de la voz vascuence Artza, que elude a la palabra Aritza, como referencia a un terreno de abundancia pedregosa. Según esta teoría etimológica "ar-" se refiere a un diminutivo de la palabra harri, (piedra en euskera); y –tza, un sufijo locativo. 
Otras teorías lingüísticas sostienen que el nombre Arza deriva de la palabra vascuence Hartz, (oso en euskera), o de la propia palabra Aritza (roble en euskera).
No obstante, la voz vascuence Aritza, de la que Arza procede, en referencia la fortaleza del roble, se registra ya en la Alta Edad Media como sobrenombre de algunas familias vasconas. El apelativo "Arista" del Rey Íñigo Arista (Íñigo Jiménez el Ariesta), primitivo Rey de Pamplona y Sobrarbe, fundador de la dinastía Arista y génesis de las monarquía navarro-aragonesa, resulta ser la castellanización de la voz vascuence Aritza (Enneco Ximeniz Aritza).
El toponímico Arza tuvo por variantes Artza (primitivo), de Arza (los del Caserío de Lazcano), de Arzá (los del Caserío de Olabezar) y Arza de Garitain (los del Caserío de Garitain de Yuso de Olaberría).

## Genealogía
El linaje de Arza tuvo su solar primitivo en el Caserío de Arza de la villa de Lazcano, partido de Tolosa, provincia de Guipúzcoa. El Caserío de Arza o Arzaechea fue una construcción radicada en el lugar de Artza (Lazcano), a orillas del río Agaunza. Una de las más antiguas referencias que se tiene sobre este linaje en el siglo XIV es la de:   
- Martín de Arza, hijodalgo notorio de solar conocido, que en el año 1399 residía en la villa de Beasáin, Guipúzcoa.[2]

El Caserío de Arza de Lazcano se fue transmitiendo a lo largo de las generaciones posteriores cumpliendo el férreo sistema de mayorazgos, como era habitual en Guipúzcoa, de conformidad con las estrictas condiciones sucesorias contempladas en el derecho foral histórico de las provincias vascas.  
Durante los siglos XVI, XVII y XVIII, el mayorazgo de la Casa de Arza de Lazcano recayó en:
- Gabriel de Arza, Señor del mayorazgo de Arza, hidalgo guipuzcoano, natural y vecino de Lazcano. Contrajo matrimonio con Adriana de Echezarreta, natural y vecina de Lazcano.
- Gabriel de Arza y Echezarreta, primogénito de los anteriores, Señor del mayorazgo de Arza, hidalgo guipuzcoano, natural de Lazcano y vecino de Ormáiztegui. Contrajo matrimonio con Gracia de Eleizalde Larraza Artzelus y Lizarralde, natural de Ataun.
- Pedro de Arza Eleizalde Echezarreta y Larraza, primogénito de los anteriores, Señor del mayorazgo de Arza, hidalgo guipuzcoano, natural y vecino de Ormáiztegui. Contrajo matrimonio con Graciana de Mendizábal Osinalde Campos y Soraiz, natural y vecina de Ormáiztegui.
- Pedro de Arza Mendizábal Eleizalde y Osinalde, primogénito de los anteriores, Señor del mayorazgo de Arza, hidalgo guipuzcoano, natural de Ormáiztegui y vecino de Villafranca de Ordizia. Contrajo matrimonio el 20 de junio de 1672 en Villafranca de Ordizia con Magdalena de Iparraguirre Murua Echeverría e Iztueta. Probó su nobleza de sangre e hidalguía ante la justicia de la Villafranca de Ordizia en 1695.
- Antonio Lorenzo de Arza Iparraguirre Mendizábal y Murua, (nacido el 6 de julio de 1673), primogénito de los anteriores, Señor del mayorazgo de Arza, hidalgo guipuzcoano, natural y vecino de Villafranca de Ordizia. Regidor de Villafranca de Ordizia en 1705 y 1709.  Contrajo matrimonio el 8 de agosto de 1695 en Gaviria con Antonia María de Altube Aguirrezábal Balenzategui y Tellería, natural de Ormáiztegui, (nacida el 26 de noviembre de 1673).
- Magdalena Eulalia de Arza Altube Iparraguirre y Aguirrezábal, (nacida el 13 de febrero de 1697), primogénita de los anteriores, Señora del mayorazgo de Arza, hidalga guipuzcoana, natural de Ezquioga y vecina de Villafranca de Ordizia. Contrajo matrimonio el 24 de junio de 1715 en Villafranca de Ordizia con el hidalgo guipuzcoano Juan Francisco de Lardizábal Oriar Elorza y Larzanguren,[4] (nacido el 28 de febrero de 1699 en Cegama), Señor de la Caserío de Oriar, regidor de Villafranca de Ordizia en 1739 y procurador de las Juntas Generales de Guipúzcoa.
- José Antonio de Lardizábal Oriar Arza Elorza y Altube[5], primogénito de los anteriores, funcionario real, director de las Reales Fábricas de Armas de Placencia y caballero de la Orden de Santiago, heredó de su madre el mayorazgo de la Casa de Arza, aunque perdiendo desde entonces la rigurosa varonía del linaje agnado que se conservaba desde el siglo XIV. De su padre heredaría el Señorío de la Casa de Oriar. Su hermano, Francisco Javier de Lardizábal y Arza[6], también caballero de la Orden de Santiago, fue un diplomático, Secretario de la Embajada del Reino de España en Lisboa, regidor de Villafranca de Ordizia, y secretario del Consejo de Hacienda de Su Majestad Carlos III.

Una rama menor de la Casa de Arza es la de los Arza de Garitain, del Caserío de Garitain de Yuso de Olaberría. Destacan: 
- Martín de Arza de Garitain, hidalgo guipuzcoano, Señor del Caserío de Garitain de Yuso de la Villa de Olaberría en 1529, junto con su esposa María López de Iza, del linaje navarro de los Iza.
- Catalina de Arza de Garitain y López de Iza, Señora del Caserío de Garitain de Yuso de la Villa de Olaberría, esposa de Baltasar de Alzo. Desde el siglo XVII, este linaje omitiría en ocasiones la primera parte de su apellido, empleando únicamente el toponímico "de Garitain", en referencia a la Casa de Garitain de Yuso.

Durante el siglo XVI, en el contexto de las migraciones vascas por el norte de la Península, varios miembros del linaje se diversificaron, asentándose en Atáun, Beasáin, Villafranca de Ordicia, Olaberría, Ormáiztegui, Cegama, Zumárraga (Guipúzcoa); Olabezar, en la Tierra de Ayala (Álava), adoptando como variante la de Arzá; el Señorío de Vizcaya y el Valle de la Burunda (Reino de Navarra). 
Pasan también a la Corona de Aragón y al Reino de Portugal. En el Principado de Asturias los Arza se asientan en el concejo de Llanes, y en el Reino de Galicia fundaron Casa en la Parroquia de San Juan de Lózara, Samos (Lugo), llamados por la industria minera y siderúrgica de las ferrerías lucenses a partir del XVII, y donde aún perduran. 
También se tiene constancia de su abundante presencia en el Virreinato de Nueva España.

## Hidalguía y Órdenes militares
La Casa de Arza es uno de los linajes oriundos de Guipúzcoa que tuvo reconocido privilegio de hidalguía universal, una condición de nobleza de sangre inmemorial justificada en su descendencia de los viejos solares guipuzcoanos, confirmada por la célebre sentencia de Felipe III de 1608. 
Con respecto a la hidalguía de los Arza señala Endika de Mogrobejo, genealogista vasco autor de Blasones y linaje de Euskalherría, que Esteban de Arza de la villa de Tolosa probó su hidalguía en 1600 ante las Juntas Generales de Guipúzcoa; Domingo de Arza de la villa de Ataun en 1697, Bernardo de Arza de la villa de Beasáin en 1706, e Ignacio de Arza de la villa de Villafranca de Ordizia en 1772.
- Pedro de Arza Mendizábal Eleizalde y Osinalde, esposo de Magdalena de Iparraguirre Murua Echeverría e Iztueta, probó su nobleza de sangre e hidalguía ante la justicia ordinaria de la Villafranca de Ordizia en 1695.
- Manuel Joaquín de Arza Urquía Maiz y Carrera, esposo de María Clara de Zubicoeta y Zufiria de Echeandia, probó su nobleza de sangre e hidalguía ante la justicia ordinaria de la villa de Lazcano en 1769, siendo declarado "hijodalgo notorio de solar conocido" y "christiano viejo". En el Archivo municipal de Ataun se conserva el documento llamado "Autos de filiación, hidalguía, nobleza y limpieza de sangre de Manuel Juachín de Arza, por sí y a nombre de sus hijos, ante la Justicia ordinaria de este Concejo de Lazcano".[7]

Se conservan, además, en la sección de Órdenes militares del Archivo Histórico Nacional, los expedientes de ingreso en la Orden militar de Santiago de los hermanos Francisco Javier de Lardizábal y de Arza, en 1753, de José Antonio de Lardizábal de Oriar y de Arza, Señor de la Casa de Oriar y del mayorazgo de la Casa de Arza, en 1766, y de Domingo Antonio de Lardizábal y de Arza, en 1766. En ellos probaron la hidalguía de sus cuatro abuelos, haciendo referencia expresa a la Casa de Arza de la Villa de Lazcano.
En el Archivo Histórico Nacional también figura el expediente de ingreso de don Martín José de Arza Echazarreta Miota y Aseguinolaza en la Real y Distinguida Orden Española de Carlos III, en 1796, probando también la hidalguía de sus cuatro abuelos.
Como condición de ingreso en la Real Compañía de Guardias Marinas de la Armada española probó su hidalguía don Daniel de Arza y Sorrarain, de la villa de Cegama, en 1853.

## Política, justicia y ejército
- Antonio Lorenzo de Arza e Iparraguirre Mendizábal y Murua fue Regidor de Villafranca de Ordizia (Guipúzcoa) entre 1705 y 1709.
- Juan Manuel de Arza y Urrutia, capitán de navío de la Armada Española, fue Regidor de Manila (Filipinas) en 1750.
- Juan de Arza y Eyztator, esposo de Magdalena de Urdangarín (señora del Mayorazgo de Urdangarín de Ataun) fue escribano real de la Villa de Ataun (Guipúzcoa), en 1566.
- Juan de Arza fue escribano real de la Villa de Alsasua (Reino de Navarra), en 1631.
- Pedro de Arza fue escribano real de la Villa de Iturmedi (Reino de Navarra), en 1698.
- Francisco de Arza fue Juez de la Jurisdicción santiaguista (Orden de Santiago) de Caurel (Lugo), en 1804.
- Pedro de Arza fue Juez de la Jurisdicción sanjuanista (Orden de Malta) del coto de San Cristóbal, Quiroga (Lugo), en 1775.
- Martín José de Arza y Echazarreta Miota y Aseguinolaza, caballero de la Orden de Carlos III, fue Regidor de Cegama (Guipúzcoa).
- Bartolomé de Arza y Ortiz de Urbina (hijo del anterior), señor del Palacio de Artzaenea de Cegama, fue senador del Senado de España por Guipúzcoa entre 1881 y 1882.
- Daniel Manuel María de Arza y Sorrarain (hijo del anterior) fue oficial de la Armada Española desde 1853.
- Leandro Atanasio de Lasquibar y Arza (primo del anterior) fue oficial del ejército del pretendiente Carlos VII, desempeñando el cargo de comandante durante el asedio de Tolosa en la tercera guerra carlista.
- Juan Manuel Arza Muñuzuri fue presidente de la Diputación Foral de Navarra entre 1980 y 1984.

## Derivados
- Arza-Bernaola-Gauka (Artzabernaolagauka)
- Arza de Garitain
- Arzá de Olabezar

## Heráldica
El escudo de armas heráldico de la Casa de Arza de Lazcano está recogido en el Diccionario heráldico de la nobleza guipuzcoana del académico, genealogista y heraldista vasco Juan Carlos de Guerra y Barrena.
|  | El escudo Arza está blasonado así: En campo oro, un roble de sinople frutado de oro, y dos jabalíes de sable empinados y afrontados al tronco. Originario de Lazcano (Guipúzcoa). |

## Distribución
Según el Instituto Nacional de Estadística (INE) un total de 1256 personas portan el apellido Arza en primera posición, 1193 en segunda posición, y 13 en ambas.
El apellido Arza se concentra mayoritariamente en las provincias de Navarra, Guipúzcoa, Álava, Vizcaya y Lugo. La provincia que concentra un mayor número en valores absolutos es Vizcaya (270), y en densidad Lugo (0,039%). El municipio con mayor densidad de personas con el apellido Arza es Folgoso del Caurel (4,34%).